# Leonid Ivanov (football)
Pour les articles homonymes, voir Ivanov.
Leonid Grigoriévitch Ivanov (en russe : Леонид Григорьевич Иванов) est un footballeur international et entraîneur de football soviétique né le 25 juillet 1921 à Petrograd et mort le 14 septembre 1990 dans la même ville, renommée entre-temps Léningrad.

## Biographie
Natif de Pétrograd, plus tard renommée Léningrad, Leonid Ivanov intègre à partir de 1936 les rangs de l'Elektrik Léningrad, équipe d'une usine locale de matériel électronique. Transféré en 1939 au Stalinets Léningrad, il fait avec ce club ses débuts en première division soviétique lors de la saison 1939, disputant son premier match le 22 mai contre le Spartak Moscou à l'âge de 17 ans,. Il s'impose par la suite comme le gardien titulaire du club, qui devient le Zénith en 1940.
Après le déclenchement de la Seconde Guerre mondiale et l'interruption du championnat soviétique, les joueurs du Zénith sont évacués à Kazan puis à Moscou avant de faire leur retour à Léningrad en février 1944 après la fin des combats dans la ville. L'équipe participe la même année à la reprise de la coupe d'Union soviétique, Ivanov participant à l'entièreté de la campagne du club qui finit par l'emporter aux dépens du CDKA Moscou pour le premier titre de son histoire,.
Conservant par la suite sa place de titulaire dans les buts du Zénith jusqu'au milieu des années 1950, Ivanov cumule en tout 322 apparitions pour le club entre 1939 et 1956, gardant ses cages inviolées à 94 reprises. Il s'impose durant cette période comme l'un des meilleurs gardiens du pays, étant élu meilleur gardien du championnat quatre saisons d'affilée entre 1950 et 1953. Il dispute son dernier match le 21 octobre 1956 face au Dynamo Kiev avant de prendre sa retraite à l'âge de 35 ans.
Ses performances lui valent ainsi d'être appelé par Boris Arkadiev avec la sélection dans le cadre des Jeux olympiques de 1952. Titularisé lors des trois rencontres de la délégation soviétique contre la Bulgarie puis la Yougoslavie, il concède neuf buts au cours du tournoi qui s'achève sur l'élimination de l'Union soviétique dès le premier tour et n'est plus rappelé par la suite. Ses performances lors du tournoi sont malgré tout saluées et il reçoit le titre de maître émérite du sport de l'URSS à son retour au pays.
Après la fin de sa carrière, Ivanov se reconvertit pendant un temps comme entraîneur, dirigeant le GOMZ Léningrad en 1957 puis plus tard l'Onejets Petrozavodsk (en) avant de devenir conducteur de taxi. Il meurt le 14 septembre 1990 à l'âge de 69 ans.

## Statistiques
| Saison                | Club                  | Championnat           | Championnat | Championnat | Coupe(s) nationale(s) | Coupe(s) nationale(s) | Total | Total |
| Saison                | Club                  | Division              | M.          | B.          | M.                    | B.                    | M.    | B.    |
| 1939                  | Stalinets Léningrad   | D1                    | 14          | 0           | -                     | -                     | 14    | 0     |
| 1940                  | Zénith Léningrad      | D1                    | 16          | 0           | -                     | -                     | 16    | 0     |
| 1941                  | Zénith Léningrad      | D1                    | 3           | 0           | -                     | -                     | 3     | 0     |
| 1944                  | Zénith Léningrad      | -                     | -           | -           | 7                     | 0                     | 7     | 0     |
| 1945                  | Zénith Léningrad      | D1                    | 22          | 0           | 4                     | 0                     | 26    | 0     |
| 1946                  | Zénith Léningrad      | D1                    | 16          | 0           | 1                     | 0                     | 17    | 0     |
| 1947                  | Zénith Léningrad      | D1                    | 20          | 0           | 2                     | 0                     | 22    | 0     |
| 1948                  | Zénith Léningrad      | D1                    | 13          | 0           | -                     | -                     | 13    | 0     |
| 1949                  | Zénith Léningrad      | D1                    | 34          | 0           | 4                     | 0                     | 38    | 0     |
| 1950                  | Zénith Léningrad      | D1                    | 36          | 0           | 2                     | 0                     | 38    | 0     |
| 1951                  | Zénith Léningrad      | D1                    | 28          | 0           | 3                     | 0                     | 31    | 0     |
| 1952                  | Zénith Léningrad      | D1                    | 13          | 0           | 2                     | 0                     | 15    | 0     |
| 1953                  | Zénith Léningrad      | D1                    | 20          | 0           | 1                     | 0                     | 21    | 0     |
| 1954                  | Zénith Léningrad      | D1                    | 22          | 0           | 3                     | 0                     | 25    | 0     |
| 1955                  | Zénith Léningrad      | D1                    | 18          | 0           | 1                     | 0                     | 19    | 0     |
| 1956                  | Zénith Léningrad      | D1                    | 17          | 0           | -                     | -                     | 17    | 0     |
| Total sur la carrière | Total sur la carrière | Total sur la carrière | 292         | 0           | 30                    | 0                     | 322   | 0     |

## Palmarès
Zénith Léningrad
- Coupe d'Union soviétique (1) :
  - Vainqueur : 1944.